# ANICA
L'ANICA (Associazione nazionale industrie cinematografiche audiovisive e digitali) è un'associazione italiana che rappresenta le industrie italiane del cinema e dell’audiovisivo.

## Storia
L'ente è stato fondato il 10 luglio 1944, allo scopo di valorizzare il settore cinematografico tramite le relazioni con i maggiori attori del sistema pubblico e privato. ANICA appartiene al sistema Confindustria, aderisce a Confindustria Cultura Italia, ed è membro permanente della FAPAV (Federazione per la Tutela dei Contenuti Audiovisivi e Digitali). In qualità di rappresentante in Italia dell’Academy of Motion Picture Arts and Sciences, l’ANICA seleziona il candidato italiano al Premio Oscar per il miglior film internazionale. L’Associazione è socio fondatore dell’Accademia del Cinema Italiano – Premi David di Donatello e della Fondazione ANICA Academy, scuola di formazione di base e di alta specializzazione nelle professioni del mondo audiovisivo e digitale. Con l’obiettivo di sostenere l’internazionalizzazione delle imprese audiovisive italiane, dal 2017 ANICA insieme ad APA – Associazione Produttori Audiovisivi – realizza il Mercato Internazionale Audiovisivo, divenuto un evento B2B di settore di grande rilievo nel panorama internazionale. A partire dal 2018 l’Associazione promuove VIDEOCITTÀ, manifestazione dedicata all’innovazione tecnica e artistica nell’area delle immagini in movimento. Attraverso la società ANICA Servizi S.r.l., di cui è socio unico, ANICA è comproprietaria di Cinetel, realtà incaricata della rilevazione degli incassi delle sale cinematografiche. In qualità di associazione maggiormente rappresentativa del settore cine-audiovisivo, ANICA gestisce la ripartizione dei compensi da copia privata destinati ai produttori originari delle opere cinematografiche e loro aventi causa.
Nel giugno 2021 l’Associazione ha completato un percorso di revisione statutaria, che ha formalizzato la trasformazione della rappresentanza del settore, nonché dei mercati e delle filiere di produzione e distribuzione cine-audiovisiva, ormai integrati, ampliando la propria base storica agli operatori nativi digitali. Alle Unioni costituenti rappresentate da produttori, distributori cinematografici e imprese tecniche si sono affiancate tre nuove Unioni: Esportatori internazionali, Editori e Creators digitali, Editori media audiovisivi. Cartoon Italia, l’associazione nazionale dei produttori d’animazione, si è confermata socio aderente. Nell’ambito di Expo 2020 l’ANICA cura nel Padiglione Italia la rassegna “Notti d’autore“, appuntamento cinematografico settimanale.